# Zeche Diedrich
Die Zeche Diedrich ist ein ehemaliges Steinkohlenbergwerk in Dortmund-Berghofen, die Zeche war auch unter dem Namen Zeche Dietrich bekannt. Trotz der fast 70-jährigen Bergwerksgeschichte ist über die Zeche nur wenig bekannt.

## Bergwerksgeschichte
Im Jahr 1779 erfolgte die Mutung der Berechtsame und etwa vier Jahre später, im Jahr 1783, wurde die Berechtsame vermessen. Am 29. Mai 1793 erfolgte die Verleihung des Längenfeldes. Im Jahr 1838 wurde das Bergwerk in Betrieb genommen, außerdem wurde der Schacht Anfang geteuft. Die ersten Förderzahlen des Bergwerks stammen aus dem Jahr 1841, es wurden 7.881 preußische Tonnen Steinkohle abgebaut. Im Jahr 1842 waren der Schacht Anfang und der Schacht Friedrich in Förderung. Am 6. August desselben Jahres erfolgte die Verleihung eines weiteren Längenfeldes. Aus diesem Jahr stammen auch die letzten bekannten Förderzahlen, es wurden 10.457 preußische Tonnen Steinkohlen gefördert. Im Jahr 1846 erfolgte der Betrieb am Schacht Adolph. Am 27. November des darauffolgenden Jahres wurde die Zeche Diedrich stillgelegt. 1899 wurde die Berechtsame der Zeche Vereinigte Bickefeld Tiefbau zugeteilt.